# Порач
Порач (словац. Poráč) — село в окрузі Спішска Нова Вес Кошицького краю Словаччини. Площа села 18,85 км². Станом на 31 грудня 2015 року в селі проживало 959 жителів.

## Історія
Перші згадки про село датуються 1277 роком.

## Географія
Протікає Порачський потік.

## Населення
| Рік:            | 1994. | 2004.   | 2014.   | 2024.   |
| --------------- | ----- | ------- | ------- | ------- |
| Кількість осіб: | 982   | 1038    | 997     | 1011    |
| Різниця:        |       | +5,70 % | -3,94 % | +1,40 % |

| Рік:            | 2023. | 2024.   |
| --------------- | ----- | ------- |
| Кількість осіб: | 1009  | 1011    |
| Різниця:        |       | +0,19 % |